# Вільгельм Ноєнгоффен
Вільгельм Ноєнгоффен (нім. Wilhelm Neuenhoffen; 24 квітня 1897, Менхенгладбах — 24 січня 1936, Дессау) — німецький льотчик-ас, лейтенант Імперської армії.

## Біографія
Учасник Першої світової війни. 1 липня 1915 року вступив в авіацію. З 1 липня по 31 грудня 1917 року служив унтер-офіцером у 215-му льотному дивізіоні на Східному фронті. Потім Ноєнгоффен був переведений в 27-му винищувальну ескадрилью з присвоєнням звання віцефельдфебеля. Льотчик швидко почав набирати рахунок повітряних перемог із прибуттям в ескадрилью винищувачів Fokker D.VII. Після дев'ятого збитого літака противника, 29 вересня 1918 року він був зроблений в офіцери, а до укладання перемир'я записав на свій бойовий рахунок ще 6 жертв.
Вільгельм Ноєнгоффен загинув 24 січня 1936 року в авіакатастрофі, що сталася на аеродромі літакобудівної компанії Юнкерс в Дессау.

## Нагороди
- Почесний хрест ветерана війни з мечами